# تشاك مانجيوني
تشارلز فرانك مانجيوني (بالإنجليزية: Charles Frank Mangione، وُلد 29 نوفمبر 1940 – 22 يوليو 2025) هو عازف بوق جناحي، عازف بوق وملحن أمريكي. نال أول شهرة عامة له كعضو في فرقة آرت بلاكري خلال ستينيات القرن الماضي، وشارك في قيادة فرقة "جاز براذرز" (The Jazz Brothers) مع شقيقه غاب مانجيوني. حقق نجاحًا عالميًا في عام 1978 مع أغنيته "Feels So Good" التي تمزج بين الجاز والبوب. ومنذ عام 1960 أصدر أكثر من 30 ألبومًا.

## الحياة المبكرة ومسيرته المهنية
وُلد ونشأ في 29 نوفمبر 1940 في روتشستر، نيويورك، الولايات المتحدة لوالدين إيطاليين. درس في مدرسة إيستمان للموسيقى بين عامي 1958و1963. في نهاية الستينيات كان عضوًا في فرقة "ذا ناشيونال غاليري" التي أصدرت في 1968 ألبومها "Performing Musical Interpretations of the Paintings of Paul Klee". بين عامي 1968 و1972 كان مدير فرقة الجاز التابعة لمدرسة إيستمان للموسيقى. فاز لأول مرة بجائزة غرامي في عام 1976 عن أغنية Bellavia.
حقق مانجيوني نجاحًا كبيرًا مع فرقته التي ضمت العازفين كريس فادالا، غرانت جيسمان، تشارلز ميكس وجيمس برادلي، التي عملت في أواخر السبعينيات. أصدرت الفرقة الأبومات "Feel So Good" و"Fun and Games" التي أصبحت مشهورة جدًا.
في ديسمبر 1980، أقام مانجيوني حفلة موسيقى خيرية في قاعة الرقص بفندق أمريكانا في روتشستر، لدعم ضحايا الزلزال في إيطاليا. شمل الحفل الذي استمر أكثر من ثماني ساعات عازفي جاز مثل تشيك كوريا، ستيف غاد وديزي غيليبسي، إلى جانب مجموعة من الموسيقيين الآخرين من جلسات وحفلات.
في عدد عام 1980 من مجلة Current Biography، تم تسمية "Feels So Good" بأنها اللحن الأكثر شهرة منذ "Michelle" لفرقة البيتلز. جمع أكثر من 50,000 دولار لصالح دار رعاية سانت جونز في حفلة عيد ميلاده الستين في مسرح إيستمان، وعزف بعض المقاطع من "Feels So Good". في عام 1997، قدم مانجيوني عرضًا مشتركًا مع لس بول.